# Lucy Morton
Lucy Morton   (Knutsford, 23 de febrer de 1898 - Blackpool Victoria Hospital, 26 d'agost de 1980), coneguda posteriorment pel seu nom de casada Lucy Heaton, va ser una nedadora anglesa que va competir durant la dècada de 1920.
El 1924 va prendre part en els Jocs Olímpics de París, on va guanyar la medalla d'or en la competició dels 200 metres braça del programa de natació. Amb aquesta victòria es va convertir en la primera dona britànica en guanyar una prova individual de natació als Jocs Olímpics.
En finalitzar els Jocs es va retirar de la natació competitiva i es va casar amb Harry Heaton el 1927. El 1988 va ingressar, a títol pòstum, a l'International Swimming Hall of Fame com a "Honor Pioneer Swimmer".